# Mitella formosana
Mitella formosana là một loài thực vật có hoa trong họ Saxifragaceae. Loài này được (Hayata) Masam. miêu tả khoa học đầu tiên năm 1932.